# 52 Cancri
52 Cancri är en misstänkt variabel stjärna i stjärnbilden Kräftan.
52 Cancri har fotografisk magnitud +8,2 och varierar utan fastställd amplitud eller periodicitet. Den befinner sig på ett avstånd av ungefär 515 ljusår.